# PRIDE 14
PRIDE 14: Clash of the Titans fue un evento de artes marciales mixtas producido por PRIDE Fighting Championships, celebrado el 27 de mayo de 2001 en el Yokohama Arena de Yokohama.